# 羊毛脂
羊毛脂（lanolin）俗称綿羊油（wool fat），是绵羊皮脂腺分泌附着在羊毛上的蜡脂和软脂，一般特指从羊毛蜡中纯化所获的油脂产品。
羊毛脂的成分含多种高分子脂肪、固醇酯及其他酯类，以及脂肪酸组成，正常时含水，可广泛用做调制软膏的基质，也常作为保養品、化妝品中的重要原料。
綿羊“油”因缺乏甘油酯，並非真正的油。羊毛脂原本是羊用來抵抗氣候與環境對毛與皮的破壞的物质，它也能保持綿羊外皮的衛生。

## 組成
典型的高純度羊毛脂主要是由長鏈蠟狀酯（約佔97%重量）其餘為羊毛脂醇，羊毛脂酸和羊毛脂烴。
估計8,000至20,000的不同類型羊毛脂酯的存在於羊毛脂，由到目前為止確認的約200個左右不同的羊毛脂酸和約100個左右不同的羊毛脂醇組合而生。
羊毛脂的複雜成分長鏈酯、羥基酯、雙酯、羊毛脂醇、和羊毛脂酸自身就是有價值的產品，而且它也是生產羊毛脂衍生物起點，它們具有廣泛的物理和化學性質。主要衍生 （页面存档备份，存于）途徑包括水解，分級溶劑結晶，酯化，氫化，和烷氧基和季銨化 從這些方法獲得的羊毛脂衍生物在廣泛用於化妝品和皮膚治療產品。
水解羊毛脂產生羊毛脂醇及羊毛脂酸。羊毛脂醇是一個豐富的膽固醇來源（一個重要的皮膚脂質），且是強力的油包水乳狀液; 它們被廣泛地使用在護膚產品超過100年。值得注意的是，從羊毛脂衍生的酸約40％是果酸（AHAs）。近年來在護膚產品裡使用果酸已引來極大的關注。從羊毛脂中分離的果酸細節可以在下面的表中看見。
| 羊毛脂酸類型          | 碳鏈長度  | Number identified |
| --------------------- | --------- | ----------------- |
| Alpha hydroxy normal  | C 13–C 24 | 12                |
| Alpha hydroxy iso     | C 13–C 23 | 6                 |
| Alpha hydroxy anteiso | C 12–C 24 | 7                 |

## 產地
羊毛脂的油質以澳大利亞以及紐西蘭最佳，這兩個位於南半球的國家皆是畜牧業大國，將羊毛產品銷往世界各地。

## 功效
保濕、舒緩、保暖、護髮、按摩。

## 外部連結
- Lanolin.com – Comprehensive view on history, manufacturing and applications （页面存档备份，存于）
- MedlinePlus百科全书 Lanolin poisoning